# Marcel Lüske

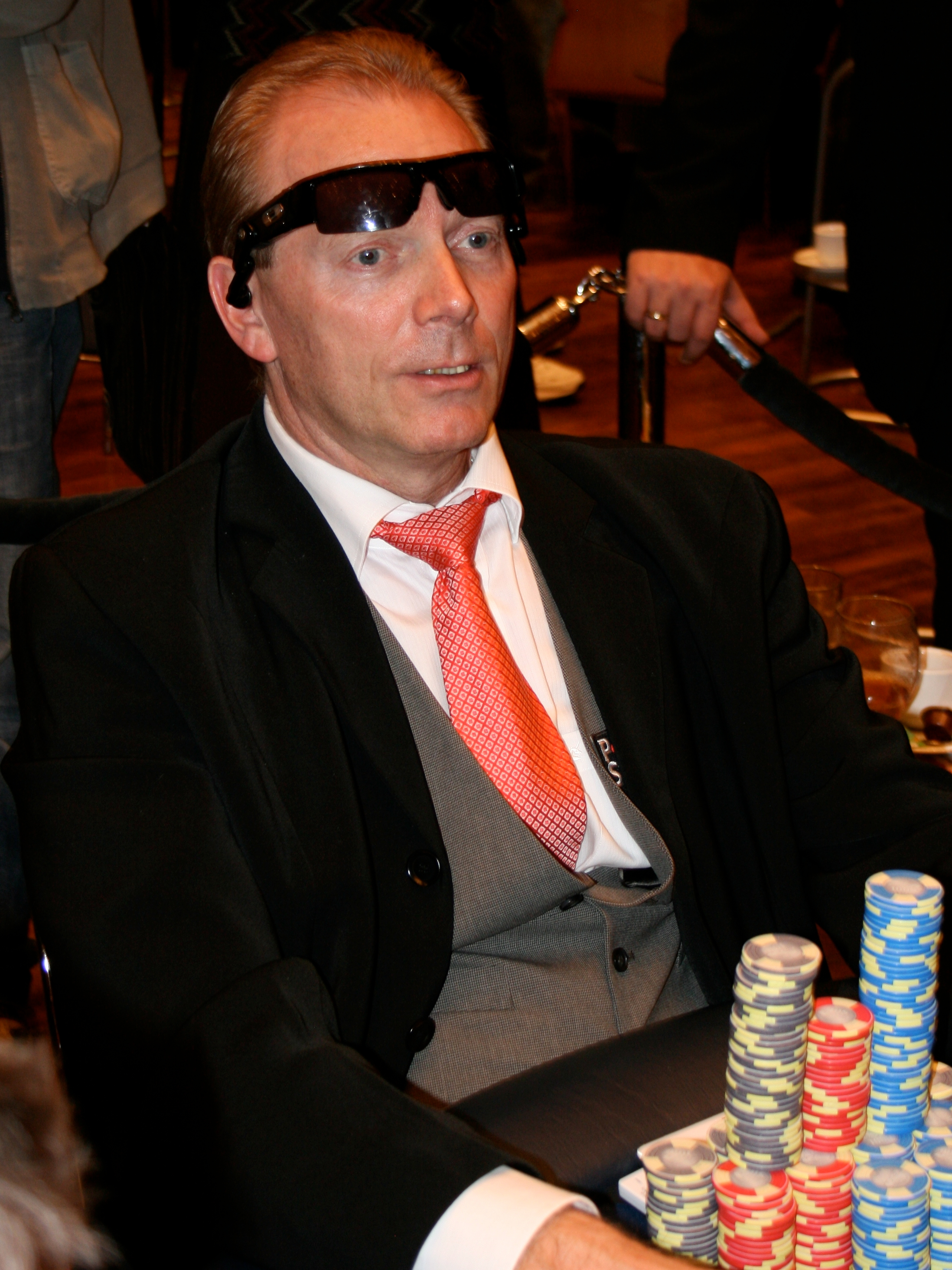
Marcel Lüske, 2008

Marcel Lüske, "The Flying Dutchman", född 1953, är en professionell pokerspelare från Amsterdam i Nederländerna. Med den stigande populariteten med poker på TV så har Lüske blivit en ihågkommen kändis, med hans stil att ha uppochner-vända solglasögon, sjunga medan han spelar och ha på sig stilig kostym vid ett pokerbord där de flesta ser ganska "lediga" ut.

## Pokerkarriär
Lüske lärde sig att spela poker på caféer. Han slutade att arbeta som säljare 1 januari 2003 för att bara koncentrera sig på pokerspelandet.
Lüske gjorde två framföranden i Late Night Poker (avsnitt 4:6 och 6:2) men klarade sig inte så bra i något av avsnitten. Han blev utslagen av Barny Boatman och John Duthie respektive.
Lüske kom på fjortonde plats i WSOP 2003 och han kom på tionde plats 2004. I den sistnämnda turneringen så vann Lüske $373 000 och kom bara en plats ifrån att komma till finalbordet. Det var pokerproffset Dan Harrington som slog ut Lüske.
I mars 2005 så förutspådde Lüske att Rob Hollink skulle vinna EPT. Året efter så klarade sig Lüske ända fram till finalbordet där han slutade som sjua.
I juli 2005 så vann Lüske €10 000 Hall of Fame Poker Classic i Paris, Frankrike där han kammade hem €119 000.
Under året 2006 så var hans totala vinstsumma (under live-turneringar) på $2 900 000.